# European Sports Media
European Sports Media, ook wel ESM, is een Europees tijdschriftencollectief. ESM organiseert de ESM Gouden Schoen.

## Oprichtende leden
In 1989 werd European Sports Magazines opgericht door de volgende leden:
- A Bola
- Don Balón
- Voetbal Magazine
- Kicker
- La Gazzetta dello Sport
- Onze Mondial
- Sport
- Voetbal International
- World Soccer

## Huidige leden
Door de jaren heen varieerde de samenstelling van de aangesloten leden door onder meer de opheffing van enkele magazines. In 2011 wijzigde de naam van de vereniging in European Sports Media. 
- A Bola
- Fanatik
- ELF Voetbal
- Kicker
- Sport-Express
- Voetbal Magazine
- Tipsbladet
- Telesport
- Frankfurter Allgemeine Zeitung
- World Soccer
- Marca
- So Foot
- Nemzeti Sport
- La Gazzetta dello Sport